# Maurice Sawadogo
Maurice Sawadogo (* 1. Januar 1965) ist ein ehemaliger burkinischer Radrennfahrer.

## Sportlicher Werdegang
Sawadogo war im Straßenradsport aktiv. 1993 wurde er Gesamtsieger der Tour du Faso. 1994 wurde er in diesem Etappenrennen Zweiter hinter Karim Yaméogo. Etappensiege in der Rundfahrt gelangen ihm 1991, 1993 und 1995. 1995 gewann er auch den Prolog des Rennens.
Durch Vermittlung der französischen Veranstalter der Tour du Faso konnte Sawadogo einige Zeit in Frankreich trainieren und Rennen bestreiten. Nach seiner Rückkehr gewann er die Rundfahrt 1993.